# Bodh Gaja

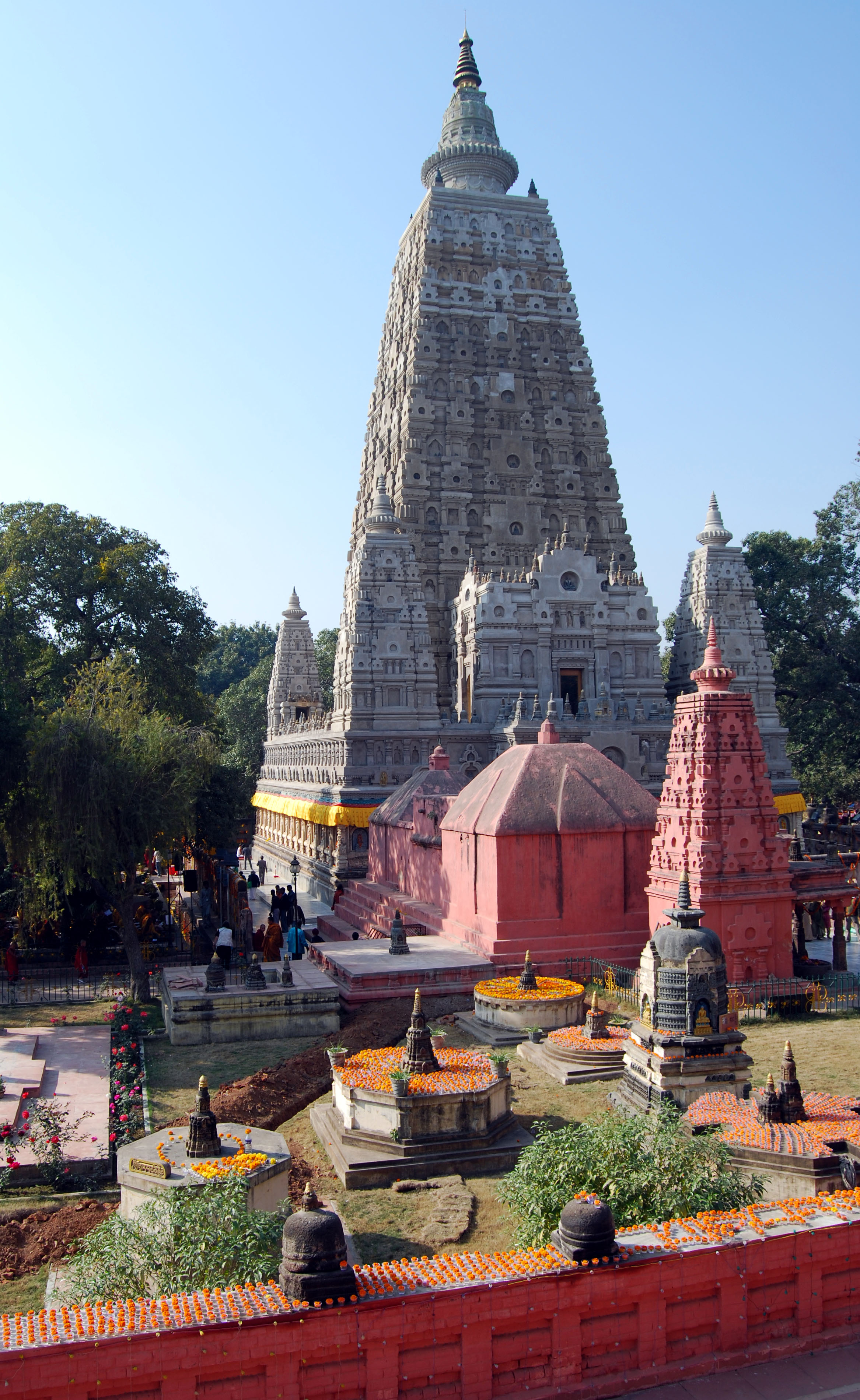
Świątynia Mahabodhi w Bodh Gaja

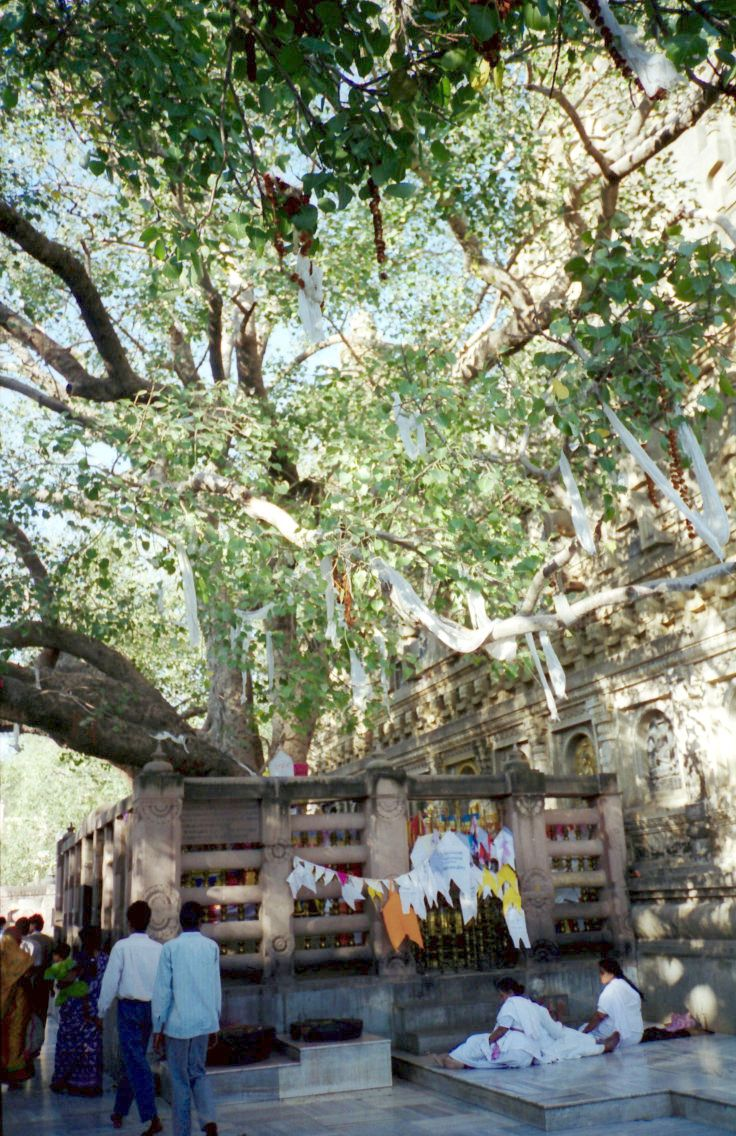
Bodh Gaja - święte drzewo Mahabodhi

Bodh Gaja, hindi Badh Gayā, ang. Buddh Gaya – miejscowość w północno-wschodnich Indiach (stan Bihar). Według tradycji buddyjskiej tu rosło święte drzewo figowiec pagodowy, pod którym Siddhartha Gautama (a przed nim czterech jego mistycznych poprzedników) dostąpił przebudzenia (bodhi), stając się Buddą (Przebudzonym). Najstarszą budowlą sakralną w Bodh Gaja była mała świątynia z czasów króla Aśoki (268 – 232 p.n.e.). Jednak około II w. n.e. za panowania dynastii Kuszanów zburzono ją i zastąpiono nową wielką świątynią, której nadano miano Świątyni Wielkiego Przebudzenia (Mahabodhi). W trakcie przeprowadzonej w XIX w. renowacji kompleksu świątynnego odkryto pozostałości krużganka wybudowanego w miejscu medytacyjnych przechadzek Buddy. Ślady stóp Buddy odtworzono w jego posadzce w postaci szeregu kwiatów lotosu. Świątynia Mahabodhi, którą wielokrotnie przebudowywano (VIII/XII, XIX, XX w.), stanowi obecnie symboliczne centrum indyjskiego i światowego buddyzmu i jest celem licznych pielgrzymek buddystów i hinduistów.